# 成都地铁1号线
成都地铁1号线位于四川省成都市，于2005年12月28日开工建设，2010年9月27日正式开通试运营，是隶属于成都地铁的第一条地铁线路，中国中西部地区第一条开通运营的城市地下地铁线路，成都轨道交通系统中继市域铁路成灌线之后开通运营的第二条线路，成都地铁运营有限公司运营的第一条线路。1号线最高客流为119.39万乘次，在2019年3月21日录得。
1号线代表色为品蓝色，列车采用6节编组B型车。1号线共有35座地下车站，全长40.99km，线路北起金牛区韦家碾站，途径成华区、金牛区、青羊区、锦江区、武侯区，在四河站分岔，主线南至科学城站，支线南至五根松站，基本与成都市南北中轴干道人民北路、人民中路、人民南路及天府大道重合，由北向南依次连接火车北站、天府广场、火车南站等重要交通节点和骡马市、跳伞塔、天府新城等城市商贸核心区域。线路北段设有红花堰车辆段，支线设有红星路停车场。
1号线一期工程长18.5公里，包含17座车站，由升仙湖至世纪城，于2010年9月27日开通，其中锦城广场站由于周边市政设施配套不齐全而延后至2013年6月8日与2号线西延线一同开通；1号线二期工程（南延线）长5.42公里，包含5座车站，由天府三街至广都，于2015年7月25日开通；1号线三期工程长17.082公里，主线南段由华阳至科学城，主线北段由升仙湖延伸1站至韦家碾（原计划延伸至赖家店，未修建），支线由广都延伸1站至五根松，于2018年3月18日开通。
2008年至2012年期间，成都地铁1号线曾是中国唯一一条由路（铁路管理方：原中国铁道部）－地（地方政府：成都市人民政府）共建共管的地铁运营线路，是铁道部与四川省、成都市实施战略合作的首个城市轨道交通项目，由成都铁路局直接参与建设和运营管理，时任铁道部长刘志军曾添乘考察1号线运营情况。

## 大事记
- 1992年12月，成都市向国家计划委员会上报了《成都市快速轨道交通第一期工程项目建议书》，成都地铁1号线一期工程由此开始了长达13年的申报历程。
- 2005年
  - 8月9日，《成都市城市快速轨道交通建设规划》通过国务院审批；
  - 11月21日，国家发改委正式批复成都地铁1号线一期工程项目立项；
  - 12月28日，工程正式动工建设。
- 2006年：12月28日，土建工程全面开工。
- 2008年
  - 5月12日，汶川大地震，1号线未发生事故。
  - 5月16日，轨道铺设工程开工；
  - 9月22日，接触网系统正式开工；
  - 9月27日，17个车站全部实现封顶。
- 2009年
  - 4月27日，成都地铁首列车辆下线；
  - 5月28日，最后一个盾构标段贯通，实现全线洞通；
  - 10月15日，17个车站全面进入设备安装和装修阶段；
  - 11月30日，轨道铺设工程完成，实现全线轨通。
- 2010年
  - 2月2日，完成全线车辆冷滑试验；
  - 2月11日，完成全线送电，实现全线电通；
  - 5月28日，完成全线车辆热滑实验，实现全线车通；
  - 6月底，开始空载试运行；
  - 9月10日至9月12日，十余万成都市民试乘体验成都地铁1号线一期工程；
  - 9月27日，上午9时举行列车首发仪式，下午3时正式开通试运营。[6]
- 2011年：9月27日1号线一周岁纪念日，成都轨道交通有限公司公布年度运输数据：1号线累计发送乘客5160余万人次，日均14.2万人次；累计开行列车近8.6万列次，日均约235列次，实现列车正点率99.64%，运行图兑现率99.97%。其中，2010年10月2日的单日客流量最大，达到26.9万人次。全年累计最大客流车站为火车北站，发送乘客约990万人次，日均约2.7万人次。运营安排方面，2010年12月20日和2011年7月1日，1号线两次调整运行图，将行车间隔由原来的10分调整为高峰期5分45秒，平峰期7分30秒，低峰期9分20秒；速度由每小时27.5公里提高到每小时31.3公里；每日运营时间由14小时延长至17小时。[7]
- 2012年：8月16日国家发改委正式批准了成都地铁1号线南延线[8]
- 2013年：6月8日海洋公园站（2013年7月8日更名为锦城广场站）开通试运行[3]。
- 2014年：10月21日，四川省发改委正式批复同意建设成都市地铁1号线三期首期工程[9]。
- 2015年：7月25日8:15，地铁1号线二期（世纪城站－广都站）开通运营。[10]
- 2018年：3月18日9:00，地铁1号线三期（韦家碾站－仙湖站、四河站－科学城站、广都站－五根松站）开通运营[11]。

## 车站
成都地铁1号线共有35座车站，全部为地下站，现有换乘站11座。
| 成都地铁1号线车站列表 |           |           |           |           |           |                               |               |              |              |                        |              |          |              |                                    |                     |
| 工程                  | 运行 交路 | 运行 交路 | 运行 交路 | 车站 编号 | 车站 名称 | 英文名称                      | 开通日期      | 里程（公里） | 里程（公里） | 里程（公里）           | 里程（公里） | 车站类型 | 车站类型     | 换乘线路                           | 所在地              |
| 工程                  | 运行 交路 | 运行 交路 | 运行 交路 | 车站 编号 | 车站 名称 | 英文名称                      | 开通日期      | 站间         | 站间         | 累计                   | 累计         | 位置     | 站台         | 换乘线路                           | 所在地              |
| 工程                  | 运行 交路 | 运行 交路 | 运行 交路 | 车站 编号 | 车站 名称 | 英文名称                      | 开通日期      | 主线         | 支线         | 主线                   | 支线         | 位置     | 站台         | 换乘线路                           | 所在地              |
| 三期                  | ●         |           |           | 01        | 韦家碾    | Weijianian                    | 2018年3月18日 | -            | -            | 0                      | 0            | 地下     | 侧式站台     | 27号线 2711 S11线                  | 金牛区              |
| 一期                  | ●         |           |           | 0102      | 仙湖      | Shengxian Lake                | 2010年9月27日 | 1.514        | 1.514        | 1.514                  | 1.514        | 地下     | 岛式站台     |                                    | 成华区              |
| 一期                  | ●         |           |           | 0103      | 火车北站  | North Railway Station         | 2010年9月27日 | 1.593        | 1.593        | 3.107                  | 3.107        | 地下     | 岛式站台     | 7号线 0701 18号线 1801 成都站      | 金牛区              |
| 一期                  | ●         |           |           | 0104      | 人民北路  | Renmin North Road             | 2010年9月27日 | 1.180        | 1.180        | 4.287                  | 4.287        | 地下     | 岛式站台     | 6号线 0621                         | 金牛区              |
| 一期                  | ●         |           |           | 0105      | 文殊院    | Wenshu Monastery              | 2010年9月27日 | 1.351        | 1.351        | 5.638                  | 5.638        | 地下     | 岛式站台     |                                    | 青羊区              |
| 一期                  | ●         |           |           | 0106      | 骡马市    | Luomashi                      | 2010年9月27日 | 0.884        | 0.884        | 6.522                  | 6.522        | 地下     | 岛式站台     | 4号线 0412 10号线 1001 18号线 1802 | 青羊区              |
| 一期                  | ●         |           |           | 0107      | 天府广场  | Tianfu Square                 | 2010年9月27日 | 1.018        | 1.018        | 7.540                  | 7.540        | 地下     | 西班牙式站台 | 2号线 0218                         | 青羊区              |
| 一期                  | ●         |           |           | 0108      | 锦江宾馆  | Jinjiang Hotel                | 2010年9月27日 | 0.833        | 0.833        | 8.373                  | 8.373        | 地下     | 岛式站台     |                                    | 锦江区              |
| 一期                  | ●         |           |           | 0109      | 华西坝    | Huaxiba                       | 2010年9月27日 | 0.779        | 0.779        | 9.152                  | 9.152        | 地下     | 岛式站台     | 13号线 1311                        | 武侯区              |
| 一期                  | ●         |           |           | 0110      | 省体育馆  | Sichuan Gymnasium             | 2010年9月27日 | 1.058        | 1.058        | 10.210                 | 10.210       | 地下     | 岛式站台     | 3号线 0322 18号线 1803             | 武侯区              |
| 一期                  | ●         |           |           | 0111      | 倪家桥    | Nijiaqiao                     | 2010年9月27日 | 0.961        | 0.961        | 11.171                 | 11.171       | 地下     | 岛式站台     | 8号线 0818 18号线 1804             | 武侯区              |
| 一期                  | ●         |           |           | 0112      | 桐梓林    | Tongzilin                     | 2010年9月27日 | 1.052        | 1.052        | 12.223                 | 12.223       | 地下     | 岛式站台     |                                    | 武侯区              |
| 一期                  | ●         |           |           | 0113      | 火车南站  | South Railway Station         | 2010年9月27日 | 1.113        | 1.113        | 13.336                 | 13.336       | 地下     | 岛式站台     | 7号线 0716 18号线 1805 成都南站    | 武侯区 （高新南区） |
| 一期                  | ●         |           |           | 0114      | 高新      | Hi-Tech Zone                  | 2010年9月27日 | 1.307        | 1.307        | 14.643                 | 14.643       | 地下     | 侧式站台     |                                    | 武侯区 （高新南区） |
| 一期                  | ●         |           |           | 0115      | 金融城    | Financial City                | 2010年9月27日 | 1.296        | 1.296        | 15.939                 | 15.939       | 地下     | 侧式站台     |                                    | 武侯区 （高新南区） |
| 一期                  | ●         |           |           | 0116      | 孵化园    | Incubation Park               | 2010年9月27日 | 0.826        | 0.826        | 16.765                 | 16.765       | 地下     | 间隔侧式站台 | 9号线 0903 18号线 1806             | 武侯区 （高新南区） |
| 一期                  | ●         |           |           | 0117      | 锦城广场  | Jincheng Plaza                | 2013年6月8日  | 0.850        | 0.850        | 17.615                 | 17.615       | 地下     | 侧式站台     |                                    | 武侯区 （高新南区） |
| 一期                  | ●         |           |           | 0118      | 世纪城    | Century City                  | 2010年9月27日 | 1.452        | 1.452        | 19.067                 | 19.067       | 地下     | 侧式站台     | 18号线 1808                        | 武侯区 （高新南区） |
| 二期                  | ●         |           |           | 0119      | 天府三街  | 3rd Tianfu Street             | 2015年7月25日 | 0.965        | 0.965        | 20.032                 | 20.032       | 地下     | 侧式站台     |                                    | 武侯区 （高新南区） |
| 二期                  | ●         |           |           | 0120      | 天府五街  | 5th Tianfu Street             | 2015年7月25日 | 1.011        | 1.011        | 21.043                 | 21.043       | 地下     | 岛式站台     |                                    | 武侯区 （高新南区） |
| 二期                  | ●         |           |           | 0121      | 华府大道  | Huafu Avenue                  | 2015年7月25日 | 1.261        | 1.261        | 22.304                 | 22.304       | 地下     | 岛式站台     |                                    | 双流区 （天府新区） |
| 二期                  | ●         |           |           | 0122      | 四河      | Sihe                          | 2015年7月25日 | 1.099        | 1.099        | 23.403                 | 23.403       | 地下     | 双岛式站台   |                                    | 双流区 （天府新区） |
| 二期                  |           |           |           | 0122      | 四河      | Sihe                          | 2015年7月25日 | 1.099        | 1.099        | 23.403                 | 23.403       | 地下     | 双岛式站台   |                                    | 双流区 （天府新区） |
| 二期                  |           |           | ●         | 01Y1      | 广都      | Guangdu                       | 2015年7月25日 | 不適用       | 1.033        | 不適用                 | 24.436       | 地下     | 岛式站台     |                                    | 双流区 （高新南区） |
| 三期                  |           |           | ●         | 01Y2      | 五根松    | Wugensong                     | 2018年3月18日 | 1.396        | 25.832       |                        |              | 地下     | 岛式站台     |                                    | 双流区 （高新南区） |
| 三期                  | ●         |           |           | 0123      | 华阳      | Huayang                       | 2018年3月18日 | 1.413        | 不適用       | 24.816                 | 不適用       | 地下     | 岛式站台     |                                    | 双流区 （天府新区） |
| 三期                  | ●         |           |           | 0124      | 海昌路    | Haichang Road                 | 2018年3月18日 | 1.178        | 25.994       | 18号线 1809            |              | 地下     | 岛式站台     |                                    | 双流区 （天府新区） |
| 三期                  | ●         |           |           | 0125      | 广福      | Guangfu                       | 2018年3月18日 | 1.565        | 27.559       |                        |              | 地下     | 岛式站台     |                                    | 双流区 （天府新区） |
| 三期                  | ●         |           |           | 0126      | 红石公园  | Hongshi Park                  | 2018年3月18日 | 1.611        | 29.170       |                        |              | 地下     | 岛式站台     |                                    | 双流区 （天府新区） |
| 三期                  | ●         |           |           | 0127      | 麓湖      | Luhu Lake                     | 2018年3月18日 | 1.090        | 30.260       |                        |              | 地下     | 岛式站台     |                                    | 双流区 （天府新区） |
| 三期                  | ●         |           |           | 0128      | 武汉路    | Wuhan Road                    | 2018年3月18日 | 1.347        | 31.607       |                        |              | 地下     | 岛式站台     |                                    | 双流区 （天府新区） |
| 三期                  | ●         |           |           | 0129      | 天府公园  | Tianfu Park                   | 2018年3月18日 | 1.169        | 32.776       |                        |              | 地下     | 岛式站台     |                                    | 双流区 （天府新区） |
| 三期                  | ●         |           |           | 0130      | 西博城    | Western China Int'l Expo City | 2018年3月18日 | 0.915        | 33.691       | 6号线 0650 18号线 1810 |              | 地下     | 岛式站台     |                                    | 双流区 （天府新区） |
| 三期                  | ●         |           |           | 0131      | 广州路    | Guangzhou Road                | 2018年3月18日 | 0.696        | 34.387       |                        |              | 地下     | 岛式站台     |                                    | 双流区 （天府新区） |
| 三期                  | ●         |           |           | 0132      | 兴隆湖    | Xinglong Lake                 | 2018年3月18日 | 1.475        | 35.862       |                        |              | 地下     | 岛式站台     |                                    | 双流区 （天府新区） |
| 三期                  | ●         |           |           | 0133      | 科学城    | Science City                  | 2018年3月18日 | 1.612        | 37.474       | 侧式站台               |              | 地下     |              |                                    | 双流区 （天府新区） |
| 论 编                 |           |           |           |           |           |                               |               |              |              |                        |              |          |              |                                    |                     |

### 与国铁换乘站
目前成都地铁1号线与国铁换乘站有火车北站、火车南站。
- 火车北站：经由成都站（成都市民俗称“火车北站”）与市域铁路成灌线、达成铁路换乘。车站出入口中，A口衔接成都站进、出站口，D口衔接成都站售票大厅，换乘需另行购票。
- 火车南站：经由成都南站与成渝客运专线、成贵客运专线换乘。

### 结构
一期工程车站中有14座车站采用三层结构：地面出入口通道、地下一层站厅层、地下二层站台层；天府广场站是全线最大的车站之一，采用四层结构：地面出入口通道、地下一层商业与展示层、地下二层站厅层、地下三层站台层；高新站和金融城站则为两层结构：地面出入口通道、地下一层站厅与站台层。

### 站台
车站中有25座车站的站台层布置多采用岛式站台形式；而高新站、金融城站、锦城广场站和世纪城站则采用侧式站台形式；孵化园站采用了较少见的间隔侧式站台，布置形式为下行站台、下行线、上行站台、上行线，上下行列车在该站开启不同侧的车门。另外，每座车站的站台都设置有封闭式全高屏蔽门，不仅保证了乘客安全，也实现了建筑节能。

## 车辆
1号线列车由南车青岛四方机车车辆股份有限公司制造，采用6辆编组B型车，最高运营速度 80km/h，每列额定载客量1468人。目前投入运营的车辆共5批次73列，配属红花堰车辆段。所有列车均採用東洋電機製造原设计、湖南湘电东洋电气代工生产的 RG6007-A-M 型（101~117）或 B-M 型（118~173）牵引逆变器、RG4052-A-M 型辅助电源、列車管理系統（TMS）和行車紀錄儀（黑盒），牽引電動機则为湘潭電機半代工生產的 YQ-190-1。

### 内装
- 车厢内设计充分考虑到成都潮热的气候特点，采用白色、蓝色、不锈钢金属色等冷色调。
- 车厢内座椅采用压花不锈钢材质，其下方设有加热器，冬季可为座椅加温供暖。
- 车厢内设有旅客信息显示系统、视频播放系统，为旅客提供到站、新闻、娱乐等信息。
- 为提高安保性能，车厢内安装有实时监控系统和紧急报警装置。
- 车厢内开辟了残疾人专用区域，每列车设置有8个轮椅停放位点。

### 配属
一期工程用车辆（101~120）：共2批次20列，制造商型号为 SFM06，1号线开通时上线第一批次17列，2013年上线第二批次3列。两批次列车头部均为圆形造型。
二期工程用车辆（121~147）：共2批次27列：第一批次9列为南延线配套车辆，制造商型号为 SFM26；第二批次18列为扩能增购车辆，制造商型号为 SFM32。两批次列车的区别在于：第一批次的车身侧面有一条贯穿整列的黑色饰带，司机室附近无太阳神鸟金饰；第二批次的车身侧面没有黑色饰带，但司机室附近绘有太阳神鸟金饰。二期车辆与一期车辆相比，其特性包括：
- 头部为偏方形扁平头型（与2号线的类似）；
- 车体采用轻量化不锈钢车体，耐强腐蚀、耐高温、寿命周期长；
- 取消客室的驾驶室观察窗；
- 1号线的蓝色元素增多；
- 站立拉环样式改变；
- 座椅两侧增加有机玻璃格挡；
- 车门上方的线路指示为贴纸线路图配合小型LCD动态显示屏。

三期工程用车辆（148~173）：共1批次26列，制造商型号为 SFM52，外观与二期车辆第二批次无异。三期车辆与二期车辆相比，其特性包括：
- 座椅长度缩短，单侧单组座椅容纳人数从6人降低为4人，从而增大站立区域面积，缓解1号线的高峰期拥挤状况；
- 车门上方的线路指示为大型横向LCD动态地图（与10号线和7号线的类似）。

| 成都地铁1号线列车 ←韦家碾方向科学城方向→ |       |        |       |        |       |        |   |        |       |        |       |        |       |
| 車廂編號                                 | =     | 101xx1 | +     | 101xx2 | +     | 101xx3 | - | 101xx4 | +     | 101xx5 | +     | 101xx6 | =     |
| 受电弓                                   | =     |        | +     | <      | +     |        | - |        | +     | >      | +     |        | =     |
| 动力单元                                 | =     | Tc     | +     | Mp     | +     | M      | - | M      | +     | Mp     | +     | Tc     | =     |
| 动力单元                                 | 单元1 | 单元1  | 单元1 | 单元1  | 单元1 | 单元1  |   | 单元2  | 单元2 | 单元2  | 单元2 | 单元2  | 单元2 |

## 信号
成都地铁1号线装有先進的無線CBTC訊號系统，包括自动运营、自动防护、自动监控等分系统。CBTC系统不仅能够保证车辆的自动安全运行，同时还能自动检测相邻列车的位置，并主动调整前后间隔；也能及时查明乘客的流量，并主动对行车间隔进行调节；而且能够快速诊断和恢复自身的故障。

## 未来发展

### 线路延伸

#### 北延（已取消）
在成都地铁第二期建设规划（2013－2020年）中，1号线三期首期工程北段计划延伸至韦家碾站以北一站一区间的赖家店站，但因受军事管理区的影响，韦家碾站以北暂不实施。
由于第四期建设规划中，27号线已另选位置新建赖家店站北延，替代了原1号线北延线的功能，在《成都市城市轨道交通线网规划》（2021版）公布图中，1号线赖家店站及北延计划已从2050年远景规划中移除。

#### 南延
在《成都市城市轨道交通线网规划》（2021版）公布图中，1号线计划自南端终点站科学城站向南延伸2站。

### 线路拆分
15号线建成开通后，1号线支线段（包括支线上的红星路停车场）将划归15号线运营。

### 增设停车场
规划芦角村停车场位于1号线主线兴隆湖站西侧，具体建设时间不明。

### 未来规划换乘站
- 韦家碾：1号线 27号线 32号线 S11线
- 火车北站：1号线 7号线 18号线
- 文殊院：1号线 12号线
- 骡马市：1号线 4号线 10号线 18号线
- 华西坝：1号线 13号线 16号线
- 省体育馆：1号线 3号线 18号线
- 倪家桥：1号线 8号线 18号线
- 桐梓林：1号线 11号线
- 锦城广场：未來計劃與 18号线 23号线 29号线 锦城广场东合併
- 世纪城：1号线 18号线 33号线
- 天府三街：1号线 22号线
- 天府五街：1号线 20号线
- 四河：1号线 15号线（原 1号线 支线）
- 华阳：1号线 14号线
- 海昌路：1号线 18号线 21号线
- 红石公园：1号线 26号线
- 兴隆湖：1号线 29号线 S7号线
- 科学城：1号线 26号线